# Anett Németh
Anett Németh (Budapest, 13 dicembre 1999) è una pallavolista ungherese, opposto della Chieri '76.

## Carriera

### Club
La carriera di Anett Németh inizia nella stagione 2016-17 con il Vasas, nella Nemzeti Bajnokság I ungherese. Nel 2018 si trasferisce negli Stati Uniti d'America giocando con la squadra universitaria della Coastal Carolina, in NCAA Division I.
Nella stagione 2021-22 viene ingaggiata dal Potsdam, nella 1. Bundesliga tedesca, con cui, nell'annata successiva, vince la Supercoppa tedesca 2022 ed ottiene il riconoscimento come MVP della stagione, mentre nell'annata 2023-24 firma per il Pinerolo, militante nella Serie A1 italiana, divisione dove gioca anche nella stagione successiva con la neopromossa Black Angels Perugia e nel campionato 2025-26 con il Chieri '76.

### Nazionale
Nel 2015 viene convocata nella nazionale under 18 ungherese, mentre nel 2016 è in quella under 19.
Nel 2018 ottiene le prime convocazioni nella nazionale maggiore, con cui, nello stesso anno, vince l'argento all'European Golden League, medaglia bissata anche nell'edizione 2025.

## Palmarès

### Club
- Supercoppa tedesca: 1

2022

### Nazionale (competizioni minori)
- European Golden League 2018
- European Golden League 2025

### Premi individuali
- 2023 - 1. Bundesliga: MVP